# Gemünd (Our)
Gemünd ist eine Ortsgemeinde im Eifelkreis Bitburg-Prüm in Rheinland-Pfalz. Sie gehört der Verbandsgemeinde Südeifel an.

## Lage
Gemünd liegt in der Eifel und ist benannt nach der Mündung des Flüsschens Irsen in die Our. Der Ort liegt westlich von Rodershausen. Hier führt eine Brücke über die Our, die als Grenzübergang nach Luxemburg dient.

## Geschichte

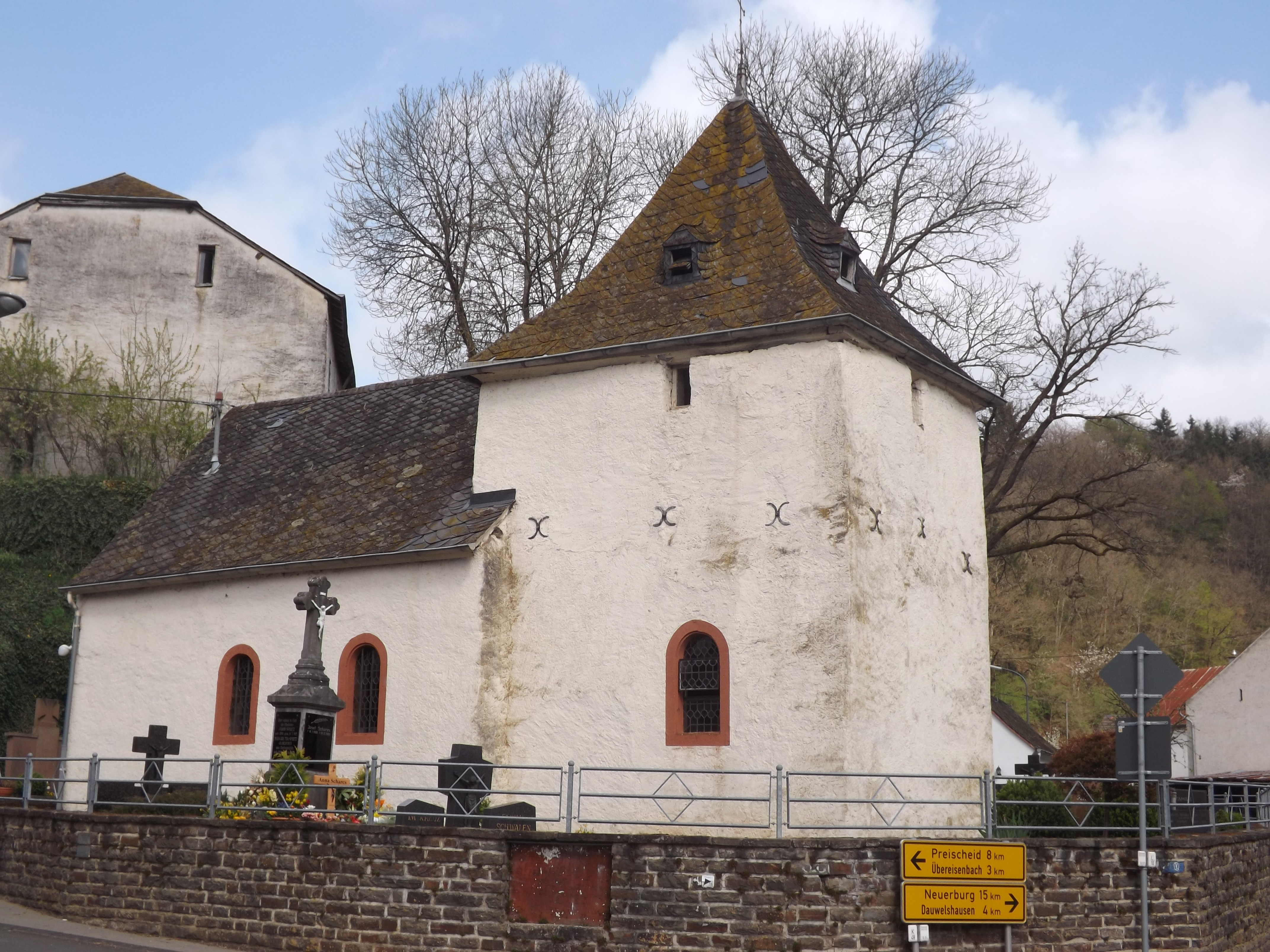
Außenansicht der Kirche

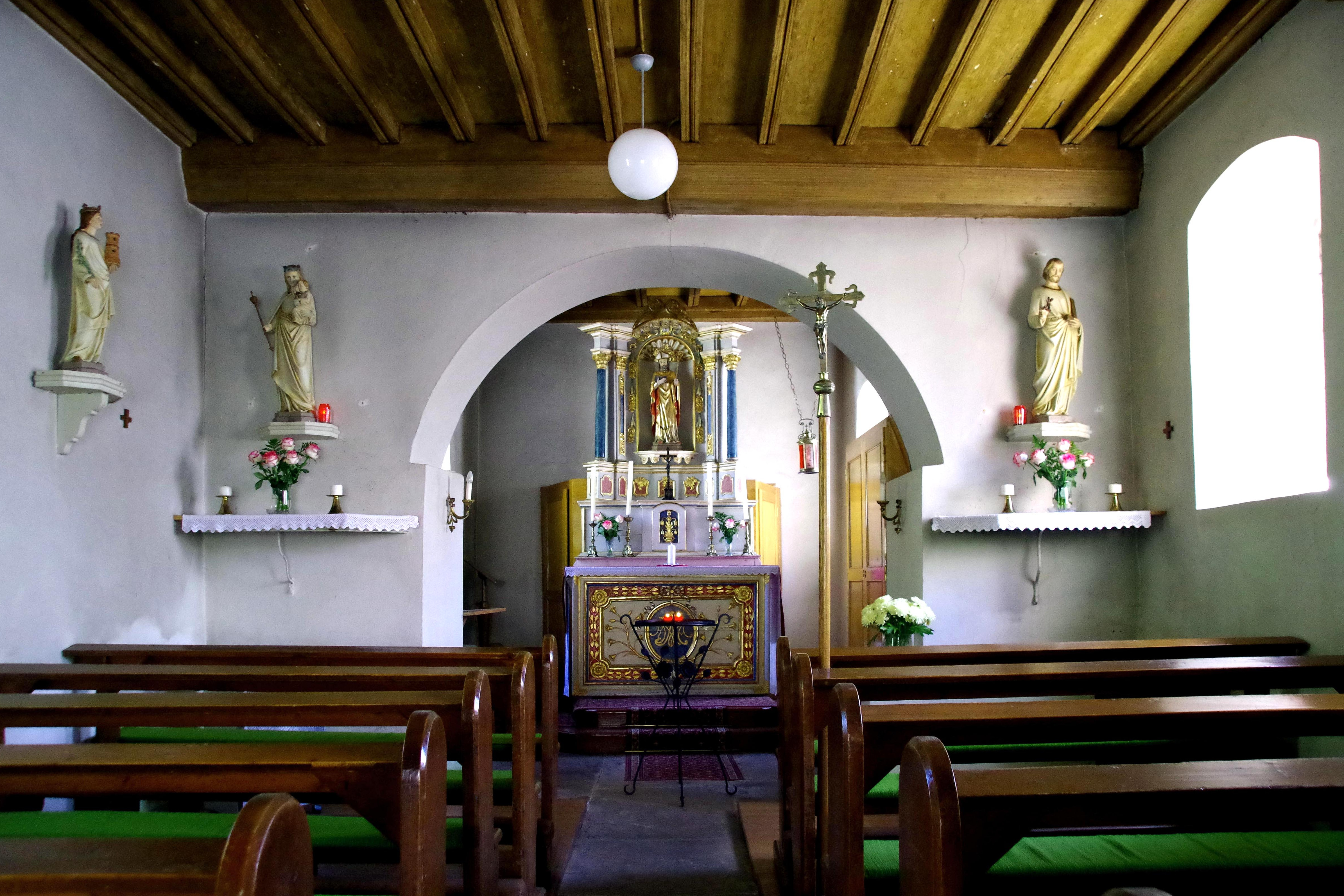
Innenraum

Die dem heiligen Servatius geweihte Kirche der Gemeinde wurde erstmals 1563 erwähnt, wobei der dazugehörige Ort Gemun genannt wurde.
Gemünd gehörte bis zum Ende des 18. Jahrhunderts zur Grafschaft Vianden im Herzogtum Luxemburg.
Nach 1792 hatten französische Revolutionstruppen die Österreichischen Niederlande, zu denen das Herzogtum Luxemburg gehörte, besetzt und im Oktober 1795 annektiert. Von 1795 bis 1814 gehörte der Ort zum Kanton Neuerburg im Departement der Wälder.
Im Jahr 1815 wurde das ehemals luxemburgische Gebiet östlich der Sauer und der Our auf dem Wiener Kongress dem Königreich Preußen zugeordnet. Damit kam die Gemeinde Gemünd 1816 zum Kreis Bitburg im Regierungsbezirk Trier in der Provinz Großherzogtum Niederrhein, die 1822 in der Rheinprovinz aufging. Gemünd wurde von der Bürgermeisterei Karlshausen verwaltet. Nach dem Ersten Weltkrieg zeitweise französisch besetzt, ist der Ort seit 1946 Teil des Landes Rheinland-Pfalz.
Bevölkerungsentwicklung
Die Entwicklung der Einwohnerzahl von Gemünd, die Werte von 1871 bis 1987 beruhen auf Volkszählungen:
| Jahr | Einwohner |
| ---- | --------- |
| 1815 | 98        |
| 1835 | 168       |
| 1871 | 139       |
| 1905 | 124       |
| 1939 | 120       |
| 1950 | 111       |
| 1961 | 100       |

| Jahr | Einwohner |
| ---- | --------- |
| 1970 | 83        |
| 1987 | 48        |
| 1997 | 34        |
| 2005 | 21        |
| 2011 | 34        |
| 2017 | 27        |

## Politik

### Gemeinderat
Der Gemeinderat in Gemünd besteht aus sechs Ratsmitgliedern, die bei der Kommunalwahl am 9. Juni 2024 in einer Mehrheitswahl gewählt wurden, und dem ehrenamtlichen Ortsbürgermeister als Vorsitzendem.

### Bürgermeister
Guy Thies wurde am 29. Juli 2024 Ortsbürgermeister von Gemünd. Bei der Direktwahl am 9. Juni 2024 war er als einziger Kandidat mit einem Stimmenanteil von 83,3 % für fünf Jahre gewählt worden.
Die Vorgängerin von Guy Thies, Stephanie Weiler, hatte das Amt am 17. Juni 2019 von Jakob Schares übernommen und bewarb sich 2024 nicht erneut.

### Wappen
| Wappen von Gemünd | Blasonierung: „In Rot über silbernem, mit zwei blauen Wellenleisten belegtem Schildfuß eine silberne Kirche mit schwarzen Fenstern, den Turm links.“ |
| Wappen von Gemünd | Wappenbegründung: Gemünd besitzt eine wuchtige Kapelle mit einem Schutzturm. Diese ist im Wappen dominierend in Silber auf rotem Untergrund. Rot und Silber sind die Hoheitsfarben der Grafschaft Vianden. Gemünd hat seinen Namen von zwei wichtigen Flüssen, lrsen und Our, diese treffen in Gemünd aufeinander. Beide Flüsse werden durch einen blauen Wellenzug in zweifacher Ausführung auf Silbergrund im Schildfuß dargestellt. |